# Coleophora supinella
Coleophora supinella é uma espécie de mariposa do gênero Coleophora pertencente à família Coleophoridae.